# كونغرس ولاية نيويورك
كونغرس ولاية نيويورك (بالإنجليزية: New York State Legislature)‏ هي الهيئة التشريعية لنيويورك، تتكون من المجلس الأعلى مجلس شيوخ ولاية نيويورك
، والمجلس الأدنى جمعية ولاية نيويورك الذي يضم 150 مقعداً.